# Землетрус у Буїн-Загрі (1962)
Землетрус у Буїн-Загрі 1962 року стався 1 вересня в районі Буїн-Загра, провінція Казвін, Іран. Поштовх мав магнітуду Ріхтера 7,1 і призвів до 12 225 загиблих. Провінція Казвін знаходиться в районі Ірану, який зазнав сильних землетрусів. Подія 1962 року сталася на одному з багатьох розломів у цьому районі, який називається розлом Іпак. Вважається, що збій повторно активувався кілька разів.

## Геологія
Іран є сейсмоактивною зоною, що лежить між Євразійською та Аравійською плитами, що сходяться. Оскільки тут є як зсувні, так і взбросні розломи, землетруси часто відбуваються так, що якщо один розлом переповнюється рухом, рух відгалужується до іншого розлому, створюючи окремий землетрус.
Округ Буїн-Загра лежить у зоні активних насувів, доповнених складчастістю, яка простягається на південь від гір Альборз. Незважаючи на наявність розломів, у провінції Казвін не бувають регулярні землетруси. Однак проміжок між землетрусами дозволяє накопичувати тиск на розломах, збільшуючи потужність і магнітуду землетрусів.
Зокрема, подія 1962 року виникла на розломі Іпак на півночі Ірану, уздовж якого він і афтершоки прорізали приблизно 103 кілометри поверхневих розломів західно-північно-західного напряму. Об'єкт, який простягається на 103 кілометри зі сполученими меншими розломами, розлом проходить від села Іпак до Тахріджина. Дослідження іранського геолога Мануеля Берберіана вказують на те, що розлом Іпак принаймні такий же старий, як кам'яновугільний період, і, ймовірно, відновлювався кілька разів з моменту свого утворення. На південній стороні розлому видно матеріал карбону; цей уламок не помітний на північній стороні, що свідчить про те, що розлом діяв як «розділовий розлом», тоді як територія навколо нього зазнала седиментації. Берберіан не міг знайти жодних слідів верхньогвадалопських або джульфських відкладень на північ від розлому. Іншою можливою причиною цієї аномалії може бути ерозія; підняття могло оголити північну частину розлому, але не південну.

## Збитки та жертви

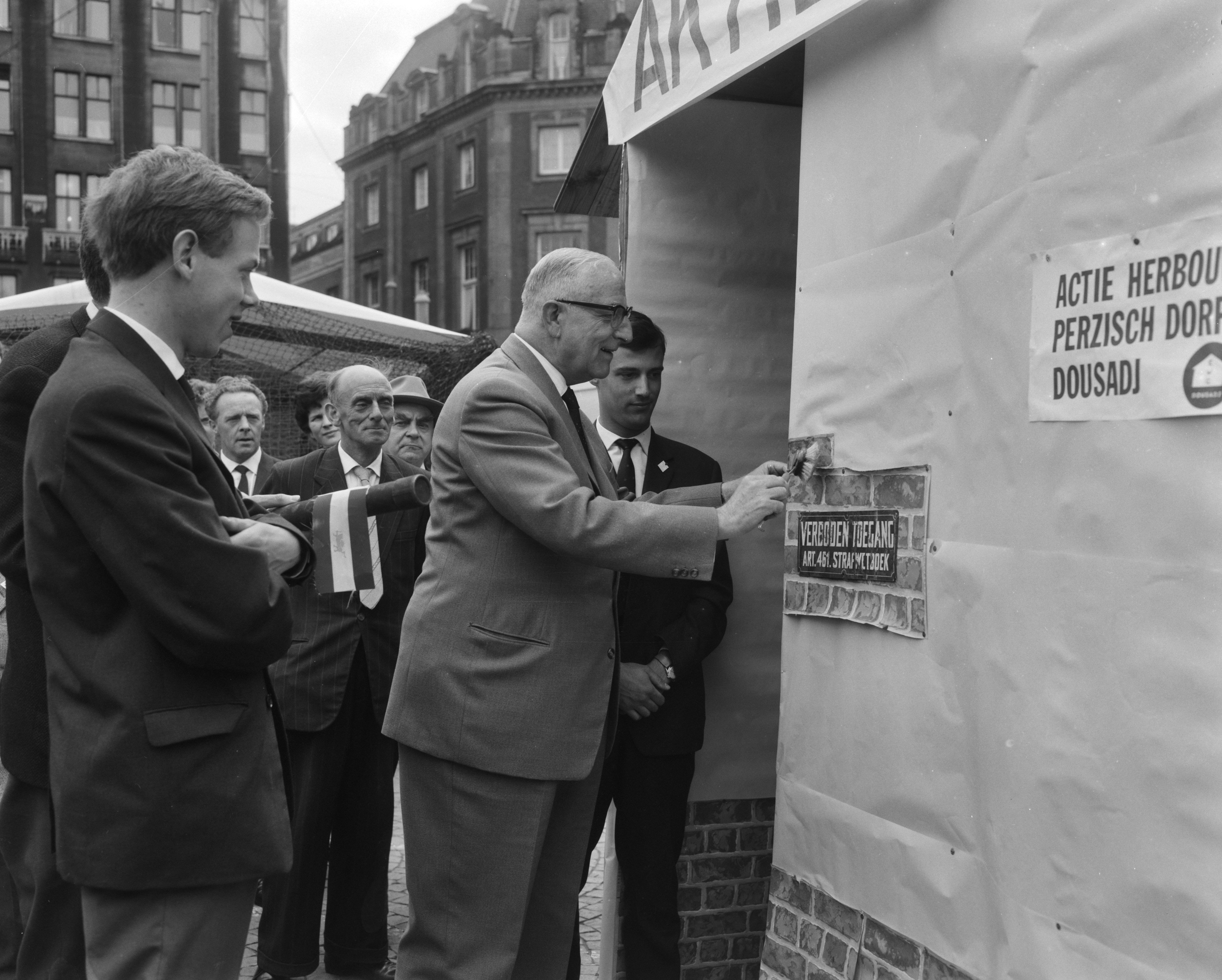
«Акція відбудови перського села Доусадж», організована нідерландським народом

Унаслідок землетрусу загинуло 12 225 осіб. Ще 2776 людей отримали поранення, а також 21 310 будинків зруйновані або занадто пошкоджені для ремонту. Також загинуло 35 відсотків домашньої худоби, а після розриву відбулося кілька зсувів і каменепадів. 21 000 будинків було зруйновано, головним чином тому, що вони були зроблені з глини та цегли. Понад 7500 було поховано в 31 окремому селі, після чого надійшли повідомлення з 60 додаткових сіл. Однак у цих селах вижило 26 618 осіб. Одна лікарня в Тегерані була «забита» понад 2,5 тисячами постраждалих.
Невеликі пошкодження зазнали в Тегерані, столиці країни. Про підземні поштовхи повідомляють такі далекі міста, як Тебріз, Есфахан і Язд. Уздовж зони розриву також утворилися піщані подуви. Землетрус також було оголошено найбільшим розривом у регіоні приблизно з 1630 року. З району Рудак надходили численні повідомлення про вогні землетрусу.

## Допомога

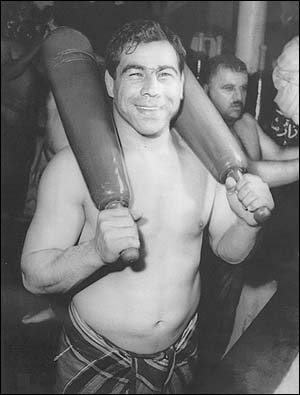
Голамреза Тахті та студенти організували допомогу.

Рятувальники запропонували розпочати пошуки з повітря та на землі, щоб допомогти постраждалим. Чиновники висловили занепокоєння тим, що людям понад тиждень не надавали допомоги. Зірка іранської боротьби Голамреза Тахті збирав ковдри, гроші та їжу для жертв і перевозив їх вантажівками. Оскільки реакція уряду була повільною, студенти Тегеранського університету взяли справу у свої руки. Зібравши матеріали, студенти організували роботу, щоб відправити студентів-медиків та інтернів до місця катастрофи. Однак їхні команди були заблоковані членами Національної гвардії Ірану, яким було наказано вбивати будь-яких цивільних осіб, які намагалися допомогти жертвам; письменник Марчелло ді Сінтіо цитує в «Поетах і пехлеванах: подорож у серце Ірану», що «шах не збирався дозволити натовпу студентів привернути увагу до його невмілих заходів з надання допомоги».

## Майбутні загрози
Оскільки приблизно 90 відсотків території Ірану розташовані на сейсмічно активній території, загроза землетрусів є високою. У 2002 році під час землетрусу в Буїн-Загра загинуло понад 250 людей і залишилося близько 25 000 без домівок.